# تامی بیست
تامی بیست (انگلیسی: Tommy Bisset؛ زادهٔ ۲۱ مارس ۱۹۳۲) بازیکن فوتبال اهل بریتانیا است.
از باشگاه‌هایی که در آن بازی کرده‌است می‌توان به باشگاه فوتبال برایتون اند هوو آلبیون اشاره کرد.